# E-Quality
E-Quality – pierwszy album polskiego zespołu muzyki elektronicznej East Clubbers. Został wydany w 2004 roku.

## Lista utworów
Opracowano na podstawie źródła
1. Intro 1:38
2. Equal In Love 4:08
3. Beat Is Coming 4:21
4. Feeling' (Once Again) 4:24
5. To The Moon And Back 3:21
6. All Systems Go 4:42 (gość. DJ Muh)
7. Silence 3:59
8. Wonderful Dancing 5:22
9. The Real Thing 4:33
10. Action (Need More Satisfaction) 4:20
11. Equal In Love (Extended Mix) 5:01
12. Beat Is Coming (DJ Speed Mix) 6:20
13. To The Moon And Back (DJ Two-S Mix) 6:53
14. All Systems Go !!! (Nestor Project Mix) 6:57
15. Wonderful Dancing (eXtatic Mix) 3:50
16. Beat Is Coming (DJ Lazzaro Mix) 7:09